# Henricus Pidyarto Gunawan

Henricus Pidyarto Gunawan, né le 13 juillet 1955 à Malang dans la province du Java oriental, est un prélat indonésien, évêque du diocèse de Malang en Indonésie depuis 2016.

## Biographie
Il est ordonné prêtre pour l'ordre du Carmel le 7 février 1982. 

## Évêque
Le 28 juin 2016, le pape François le nomme évêque de Malang. 